# Glaurung
Vous lisez un « bon article » labellisé en 2011.  Il fait partie d'un « bon thème ».
Glaurung (ˈɡlaʊ.ruŋ) est un dragon du légendaire de l'écrivain britannique J. R. R. Tolkien. Il apparaît principalement dans les œuvres posthumes Le Silmarillion (1977), les Contes et légendes inachevés (1980) et les Enfants de Húrin (2007), ainsi que dans la plupart des ouvrages de la série de The History of Middle-earth traitant du Premier Âge.
Considéré comme le père de tous les dragons, il est au service de Morgoth, et participe à trois des grandes batailles du Beleriand qui voient s'affronter Morgoth et les royaumes noldorins : Dagor Aglareb, Dagor Bragollach et Nírnaeth Arnoediad. Il participe également à l'attaque et à la destruction du royaume elfique de Nargothrond. Il se trouve alors confronté à Túrin, fils de Húrin qui a été maudit par Morgoth. Il participe pleinement à la malédiction en envoûtant Túrin et en l'immobilisant alors que sa bien-aimée Finduilas est emmenée captive. Il le dissuade également de partir à sa recherche en lui faisant craindre pour la vie de sa mère Morwen et de sa sœur Nienor. Plus tard, le dragon les rencontre toutes deux et fait disparaître Morwen dans la brume tandis qu'il ensorcelle Nienor et lui fait perdre la mémoire. La jeune fille est découverte par son frère qu'elle n'avait jamais rencontré, en tombe amoureuse, l'épouse et tombe enceinte. Glaurung décide alors d'attaquer la forêt de Brethil où le couple vit. Túrin, voulant protéger sa nouvelle famille, le transperce. Agonisant, Glaurung rend la mémoire à Nienor et lui dévoile la vérité sur la relation qu'elle entretient avec Túrin, précipitant son suicide puis celui de son frère.
Glaurung est un des personnages les plus malveillants de l'œuvre de J. R. R. Tolkien, et est inspiré des dragons des sagas nordiques, en particulier de Fafnir, de la Völsunga saga.

## Caractéristiques

### Description
De couleur dorée, Glaurung est un dragon qui ne possède pas d'ailes, au contraire de la plupart des autres dragons décrits par Tolkien, tels que Smaug et Ancalagon. Il est capable de cracher du feu, son regard peut figer ses victimes et avec ses paroles, il peut inciter ses victimes à faire ce qu'il souhaite. Il est le père des dragons.

### Noms et titres
Glaurung (également orthographié Glórund, Glórung ou Glómund selon les époques) est un nom sindarin dont l'équivalent en quenya serait Undolaurë ou Laurundo, dérivant de la racine qenyarine laure « doré », en lien avec la couleur de son corps. Glaurung est aussi appelé « Grand Ver » (Great Worm,), « Ver de Morgoth » (Worm of Morgoth), « Grand Ver d'Angband » (Great Worm of Angband) et « Ver Doré d'Angband » (Gold-worm of Angband). Il est également appelé le « premier des Urulóki ».
Dans le Livre des contes perdus, il est appelé Foalókë, du qenya foa « trésor accumulé avec avarice » et lókë « serpent ». Dans Les Lais du Beleriand, il est mentionné sous le terme d'« insatiable ver de la Cupidité ».

## Histoire
Glaurung apparaît pour la première fois lors du siège d'Angband, qui fait suite à la troisième bataille du Beleriand, Dagor Aglareb, en l'an 260 du Premier Âge. Au vu de sa taille, Glaurung est alors très jeune : en effet, les dragons imaginés par Tolkien grandissent tout au long de leur vie. Il sort pour mener une attaque surprise sur les troupes noldorines. Étant le premier dragon apparu en Terre du Milieu, il fait une grande impression sur ses ennemis ; mais une fois la surprise passée, Glaurung est mis en fuite par un groupe d'archers montés, conduit par le prince ñoldo Fingon ; les Elfes remportent la bataille. Glaurung reste ensuite enfermé durant deux cents ans dans la forteresse d'Angband, longuement assiégée par les peuples libres.
Ayant atteint une certaine maturité, Glaurung est un élément-clé de la bataille suivante, Dagor Bragollach, en l'an 455. Bien qu'étant un dragon primitif, ne pouvant que ramper, il est très puissant ; il mène l'une des trois divisions lancées par Morgoth dans la bataille, celle qui s'oppose aux Elfes de la maison de Fëanor. Comme les deux autres armées de Morgoth, Glaurung sort victorieux, brisant les défenses et pénétrant les forces orientales du Beleriand. Les premières légendes autour de ce reptile naissent au Beleriand à la suite de ces événements.
Glaurung apparaît ensuite lors de la cinquième et dernière bataille, celle qui voit la défaite des Noldor, Nírnaeth Arnoediad. Il sort de la forteresse d'Angband, accompagné de plusieurs petits dragons, pour empêcher les armées de Fingon et Turgon de se rejoindre, juste avant que les Orientaux ne trahissent les Elfes. Les Nains réussissent à encercler le dragon, qui se révèle sensible à leurs haches ; Glaurung écrase Azaghâl, le roi de Belegost, mais en mourant ce dernier inflige au dragon une blessure qui l'oblige à quitter le champ de bataille.
Après que Túrin a rendu le royaume de Nargothrond visible à ses ennemis, Morgoth y envoie une armée. Cette dernière, menée par Glaurung, arrive à l'automne 495. La bataille se déroule dans les plaines de Tumhalad, au nord de la ville. Túrin est le seul à savoir résister au dragon, mais il abandonne la bataille pour emporter Gwindor grièvement blessé. En se pressant pour sauver les captifs des Orques, Túrin est pris par le puissant regard de Glaurung et est immobilisé, statufié, alors que Finduilas est emmenée au loin, criant son nom. Le dragon le trompe en lui faisant croire que sa mère Morwen et sa sœur Nienor sont en train de souffrir à Dor-lómin, et Túrin abandonne Finduilas pour partir à la recherche des siens. Les armées de Morgoth prennent et saccagent la ville, et Glaurung s'installe dans Nargothrond, entouré de trésors.
Morwen et Nienor vivaient à Doriath, mais quand les nouvelles de la destruction de Nargothrond leur parviennent, elles partent sans prudence chercher Túrin, sans écouter les avis du roi Thingol ; Mablung les accompagne, ainsi qu'une compagnie d'Elfes. Glaurung descend dans la rivière et attaque la compagnie, tuant six des neuf Elfes et faisant fuir les autres. Morwen est perdue, mais Nienor rencontre le dragon au sommet d'Amon Ethir. Elle est ensorcelée par ce dernier, oubliant son passé. Mablung la retrouve, ainsi que les Elfes ayant survécu à l'attaque, et ils reprennent la route de Doriath. Cependant une compagnie d'Orques les attaque et les disperse, et Nienor se retrouve à errer dans la forêt de Brethil.
Plusieurs années plus tard, alors que Túrin a trouvé refuge dans la forêt de Brethil sous le nom de Turambar, et épousé sa sœur Nienor (sous le nom de Níniel), Glaurung décide d'en finir avec la famille de Húrin, et se dirige vers le nord de la forêt. Alors qu'il traverse les gorges du Teiglin, au lieu-dit Cabed-en-Aras, Túrin le blesse mortellement en le transperçant de bas en haut. Sa mort dissipe les sortilèges qu'il avait lancés contre Túrin et Nienor, qui prennent conscience de leur inceste et se suicident.

## Conception et évolution
Tolkien commence la rédaction de ce qui deviendra l'histoire de Túrin et Glaurung entre 1914 et 1919,. Le texte est alors intitulé « Turambar et le Foalókë » et fait partie des Contes Perdus édité par Christopher Tolkien. Dans cette première version, l'histoire est déjà très similaire à ce qu'elle deviendra par la suite. La première apparition du dragon intervient lors de l'attaque de la cité qui deviendra Nargothrond. Il est alors nommé Glórund et est décrit comme « un grand ver […] dont les écailles étaient de bronze poli et dont le souffle était flammes et fumée mélangées ». Une note de bas de page indique l'existence de deux autres noms, Laurundo et Undolaurë en qenya. Dans son commentaire sur ce texte, Christopher Tolkien note que le nom Glórund est déjà présent dans le Conte de Tinúviel qui précède le texte de Turambar, mais que c'est bien dans ce dernier que le nom a été introduit. Christopher précise qu'à ce stade, rien ne permet de croire que Glórund ait joué un rôle dans les évènements antérieurs de l'histoire ni qu'il puisse être considéré comme le père de tous les dragons, comme c'est le cas dans les versions ultérieures. De même, dans cette version, les paroles de Glórund, lorsqu'il hypnotise Túrin, sont « moins subtiles et ingénieusement fausses » que plus tard. Cette remarque vaut également lors de sa rencontre avec Mavwin, qui présente une « dimension terrifiante » moindre que dans Le Silmarillion. Le nom du dragon évolue une nouvelle fois dans les années 1925-1930, lors de la rédaction de « l'Esquisse de la mythologie » de 1926 où c'est la forme Glórung qui est introduite. Suit alors la variante Glómund dans le Lai de Leithian, et dans la Qenta Noldorinwa. Dans ce dernier texte apparaît, pour la première fois, l'idée que Glómund est le père de tous les dragons. Le nom final Glaurung apparaît dans The Grey Annals au début des années 1950, aux côtés du terme Urulóki « fire-serpents » (serpents de feu). Dans la version publiée du Silmarillion ainsi que dans Les Enfants de Húrin, c'est cette dernière version du nom qui a été privilégiée par Christopher Tolkien.

## Inspirations

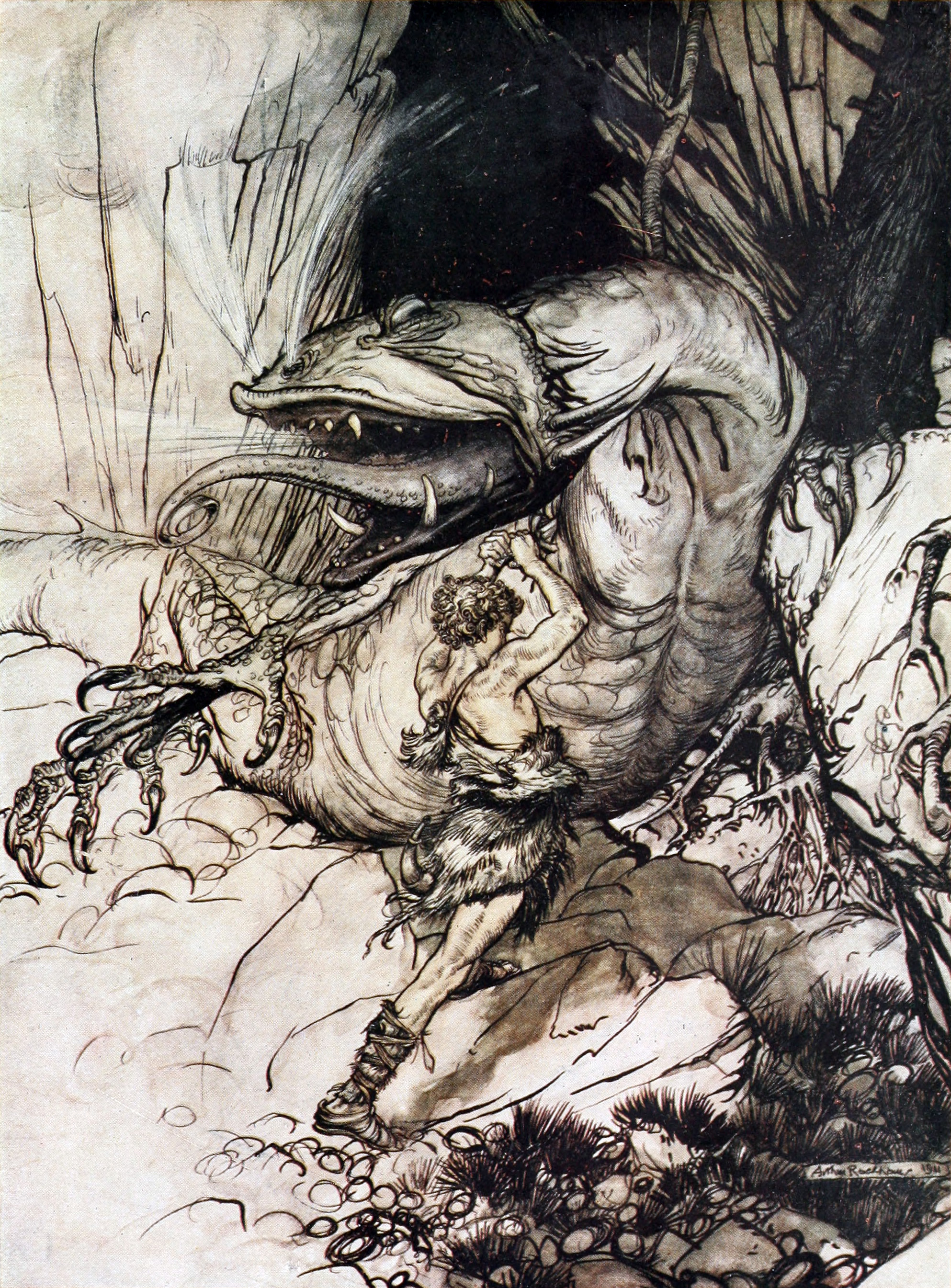
Siegfried tuant Fafner, par Arthur Rackham (1911)

La mort de Glaurung par Túrin est pleinement modelée sur « le meurtre par Sigurð du dragon Fafnir », dans la Völsunga saga,. Gurthang, l'épée que Túrin utilise pour tuer Glaurung est une épée reforgée, comme l'épée Gram dont Sigurð se sert ; Fafnir est également malicieux, et il possède tout comme Glaurung un pouvoir de paralysie ; en mourant, l'un révèle un futur désastreux, l'autre la vérité sur l'inceste. Dans la légende scandinave, Sigurð récupère après la mort du dragon le « casque de terreur » ; Tolkien met aussi en avant un casque dans son histoire, appelé le Heaume du Dragon de Dor-lómin, forgé initialement pour Azaghâl.
L'histoire de Tolkien a également été rapprochée, autant pour son scénario que pour son style, de The Saga of Eric Brighteyes de Henry Rider Haggard, un roman épique contant les aventures d'un Viking au Xe siècle, publié en 1890.

## Critique et analyse
Selon Rateliff, Glaurung est le plus malveillant des dragons de Tolkien, « préférant infliger la misère plutôt que de se livrer à la destruction directe, comme quand il ensorcelle Túrin et Nienor plutôt que de simplement les tuer. ». Glaurung est également celui qui a eu l'impact le plus important sur le légendaire de Tolkien, participant non seulement à l'histoire de Túrin, mais prenant une part active à deux des six batailles du Beleriand : Dagor Bragollach et Nírnaeth Arnoediad, précisément celles que Morgoth a gagnées. Dans ces batailles, Glaurung est employé comme « une machine de guerre, une arme, […] un outil pour un grand pouvoir, Morgoth », à la différence de Smaug qui est « un être indépendant ».
Dans le Silmarillion de 1977, Christopher Tolkien omet la remarque, contenue dans The War of the Jewels, qui indiquait que, si Azaghâl avait possédé une épée plutôt qu'un couteau pour transpercer Glaurung, les Noldor auraient été débarrassés d'un grand ennemi futur.
Le regard joue un rôle important dans l'œuvre de Tolkien, comme on le voit par exemple avec l'« œil » de Sauron dans Le Seigneur des anneaux. Ce rôle intervient également chez Glaurung qui est capable de contrôler et de piéger ses ennemis par le regard, comme c'est le cas avec Túrin et Nienor. Il est traditionnel qu'il faille éviter de regarder dans les yeux des dragons, mais Tolkien a étendu ce principe en se mettant en accord avec diverses autres histoires de son univers.
Selon Gergely Nagy, le combat opposant Sam et Arachne dans Le Seigneur des anneaux serait une réminiscence du meurtre de Glaurung par Túrin. Le parallèle est renforcé par une référence explicite à Túrin et aux dragons :

« Mais Arachne n'était pas semblable aux dragons : elle n'avait d'autre point sensible que ses yeux. […] La lame l'érafla d'un terrible coup, mais ses plis hideux ne pouvaient être percés par aucune force humaine, quand bien même des Elfes ou des Nains auraient forgé l'acier, ou la main de Beren ou de Túrin l'aurait manié. »

— J. R. R. Tolkien, Le Seigneur des anneaux

## Adaptations
Les récits dans lesquels Glaurung apparaît n'ont pas été adaptés pour la radio ou le cinéma. Néanmoins, il a inspiré les illustrateurs, comme Ted Nasmith, Catherine Karina Chmiel, Jef Murray ou John Howe.
J. R. R. Tolkien réalisa lui-même une aquarelle de Glaurung, datée de 1927, intitulée « Glaurung sets forth to seek Túrin » et qui fut publiée dans The Silmarillion Calendar de 1978.
Glaurung apparaît dans le jeu de rôle des Terres du Milieu, dans le supplément sur les créatures, où son nom est traduit par Golden Gloom.

### Ouvrages de Tolkien
- J. R. R. Tolkien (trad. Pierre Alien), Le Silmarillion [« The Silmarillion »] [détail des éditions].
- J. R. R. Tolkien (trad. Delphine Martin), Les Enfants de Húrin [« The Children of Húrin »] [détail des éditions].
- J. R. R. Tolkien et Christopher Tolkien (trad. Adam Tolkien), Le Second Livre des contes perdus [« The Book of Lost Tales: Part 2 »] [détail des éditions].
- J. R. R. Tolkien (trad. Tina Jolas), Contes et légendes inachevés [« Unfinished Tales of Númenor and Middle-earth »] [détail des éditions].
- J. R. R. Tolkien et Christopher Tolkien (trad. Daniel Lauzon, Elen Riot), Les Lais du Beleriand [« The Lays of Beleriand »] [détail des éditions].
- J. R. R. Tolkien et Christopher Tolkien (trad. Daniel Lauzon), La Formation de la Terre du Milieu [« The Shaping of Middle-earth »] [détail des éditions].
- J. R. R. Tolkien et Christopher Tolkien (trad. Daniel Lauzon), La Route perdue et autres textes [« The Lost Road and Other Writings »] [détail des éditions].
- (en) J. R. R. Tolkien et Christopher Tolkien, The War of the Jewels, HarperCollins, 2002, 470 p. (ISBN 0-261-10324-5).
- J. R. R. Tolkien (trad. Francis Ledoux, Tina Jolas), Le Seigneur des anneaux [« The Lord of the Rings »] [détail des éditions]
- (en) J. R. R. Tolkien et John D. Rateliff, The History of The Hobbit : Part Two: Return to Bag-End, HarperCollins, 2007, 438 p. (ISBN 0007250665).
- (en) J.R.R. Tolkien et Christopher Tolkien, Pictures by J.R.R. Tolkien, HarperCollins, 1992, 112 p. (ISBN 0-395-60648-9).

### Ouvrages secondaires
- (en) Verlyn Flieger, Interrupted Music : the making of Tolkien's mythology, Kent, The Kent State University Press, 2005, 172 p. (ISBN 0-87338-824-0, lire en ligne).
- (en) Gergely Nagy, « The Great Chain of reading », dans Jane Chance, Tolkien the Medievalist, Routledge, 2003 (ISBN 0-415-28944-0, lire en ligne).
- (en) Tom Shippey, The Road to Middle-earth, Londres, HarperCollins, 1982, 337 p. (ISBN 0-261-10275-3).
- (en) Michael D. C. Drout, J.R.R. Tolkien Encyclopedia : Scholarship and Critical Assessment, Routledge, 2006, 774 p. (ISBN 0-415-96942-5, lire en ligne)
  - (en) Marjorie Burns, « Old Norse Literature », dans J.R.R. Tolkien Encyclopedia op. cit. (lire en ligne).
  - (en) Jonathan Evans, « Dragons », dans J.R.R. Tolkien Encyclopedia op. cit. (lire en ligne).
  - (en) Dale Nelson, « Literary Influences, Nineteenth and Twentieth Centuries », dans J.R.R. Tolkien Encyclopedia op. cit. (lire en ligne).
  - (en) L. J. Swain, « Gaze », dans Michael D. C. Drout, J.R.R. Tolkien Encyclopedia op. cit. (lire en ligne).
- (en) Douglas Charles Kane, Arda reconstructed : The Creation of the Published Silmarillion, Bethlehem, Associated University Presse, 2009, 2e éd., 280 p. (ISBN 978-0-9801496-3-0, lire en ligne)
- (en) Anne C. Petty, « J.R.R. Tolkien's Dragons : The Evolution of Glaurung and Smaug », dans Thomas Honegger and Fanfan Chen, Good Dragons are rare : An Inquiry into Literary Dragons East and West, Peter Lang, 2009 (ISSN 1864-323X).
- (en) Ruth Sochard Pitt, Jeff O'Hare et Peter C. Fenlon, Jr., Creatures of Middle-earth, Iron Crown Enterprises, 1994, 144 p. (ISBN 1-55806-216-5).